# Traumatisk hjerneskade
 Der er for få eller ingen kildehenvisninger i denne artikel, hvilket er et problem. Du kan hjælpe ved at angive troværdige kilder til de påstande, som fremføres i artiklen.

Traumatisk hjerneskade (TBI), også kendt som intrakranial skade, opstår når en ydre kraft skader hjernen. TBI kan klassificeres baseret på sværhedsgrad, mekanisme (lukket eller åben hovedlæsion) eller andre træk (eksempelvis opstået på en specifik lokation eller over et bredere område). Hovedskade er en bredere kategori der involverer skader af andre strukturer såsom issen og kraniet. TBI kan resultere i fysiske, kognitive, sociale, emotionelle og adfærdsmæssige symptomer, og det kan ende med alt fra fuldstændig helbredelse til permanent funktionsnedsættelse eller død.

## Reference
| Sygdom | Spire Denne artikel om sygdom er en spire som bør udbygges. Du er velkommen til at hjælpe Wikipedia ved at udvide den. |